# Liste des gouverneurs du Kentucky
Le gouverneur du Commonwealth du Kentucky (en anglais : Governor of the Commonwealth of Kentucky) est le chef de la branche exécutive du gouvernement du Kentucky (qui comprend aussi la branche législative avec l'Assemblée générale du Kentucky et la branche judiciaire) et il sert comme commandant en chef de la Garde nationale du Kentucky. Le gouverneur a le devoir de faire respecter les lois de l'État, le pouvoir d'approuver ou de mettre son veto aux propositions de lois votées par l'Assemblée générale du Kentucky; le pouvoir de convoquer la législature et le pouvoir d'accorder sa grâce, sauf dans les cas de trahison ou d'impeachment. Il peut aussi réorganiser le gouvernement de l'État ou en réduire la taille. Historiquement, le poste a été considéré comme un des postes de l'exécutif les plus puissants des États-Unis.
En 2017, 58 personnes se sont succédé comme gouverneurs. Avant l'amendement de 1992 à la constitution du Kentucky, un gouverneur ne pouvait pas faire un second mandat consécutif, mais quatre hommes (Isaac Shelby, John L. Helm, James B. McCreary et Albert Chandler) ont servi pendant plusieurs mandats non consécutifs.  Paul E. Patton, le premier gouverneur éligible a un second mandat selon cet amendement, a été réélu en 1999. James Garrard s'était déjà succédé à lui-même en 1800, avant que la constitution ne l'interdise.
William Goebel, qui fut élu après une élection disputée en 1899, reste le seul gouverneur d'un état américain à avoir été assassiné en fonction. Martha Layne Collins, qui été gouverneur de 1983 à 1987, fut la première femme gouverneur et l'une des trois seules femmes à avoir été gouverneur d'un état américain sans être la femme ou la veuve d'un précédent gouverneur.
L'actuel gouverneur du Kentucky est le démocrate Andy Beshear, qui a pris ses fonctions le 10 décembre 2019.

## Liste
| No | Nom                       | Parti | Parti                       | Mandat    |
| -- | ------------------------- | ----- | --------------------------- | --------- |
| 1  | Isaac Shelby              |       | Parti républicain-démocrate | 1792-1796 |
| 2  | James Garrard             |       | Parti républicain-démocrate | 1796-1804 |
| 3  | Christopher Greenup       |       | Parti républicain-démocrate | 1804-1808 |
| 4  | Charles Scott             |       | Parti républicain-démocrate | 1808-1812 |
| 5  | Isaac Shelby              |       | Parti républicain-démocrate | 1812-1816 |
| 6  | George Madison            |       | Parti républicain-démocrate | 1816-1816 |
| 7  | Gabriel Slaughter         |       | Parti républicain-démocrate | 1816-1820 |
| 8  | John Adair                |       | Parti républicain-démocrate | 1820-1824 |
| 9  | Joseph Desha              |       | Parti républicain-démocrate | 1824-1828 |
| 10 | Thomas Metcalfe           |       | Parti national-républicain  | 1828-1832 |
| 11 | John Breathitt            |       | Parti démocrate             | 1832-1834 |
| 12 | James T. Morehead         |       | Parti national-républicain  | 1834-1836 |
| 13 | James Clark               |       | Parti whig                  | 1836-1839 |
| 14 | Charles A. Wickliffe      |       | Parti whig                  | 1839-1840 |
| 15 | Robert P. Letcher         |       | Parti whig                  | 1840-1844 |
| 16 | William Owsley            |       | Parti whig                  | 1844-1848 |
| 17 | John J. Crittenden        |       | Parti whig                  | 1848-1850 |
| 18 | John L. Helm              |       | Parti whig                  | 1850-1851 |
| 19 | Lazarus W. Powell         |       | Parti démocrate             | 1851-1855 |
| 20 | Charles S. Morehead       |       | Parti Know-Nothing          | 1855-1859 |
| 21 | Beriah Magoffin           |       | Parti démocrate             | 1859-1862 |
| 22 | James F. Robinson         |       | Parti démocrate             | 1862-1863 |
| 23 | Thomas E. Bramlette       |       | Parti démocrate             | 1863-1867 |
| 24 | John L. Helm              |       | Parti démocrate             | 1867-1867 |
| 25 | John W. Stevenson         |       | Parti démocrate             | 1867-1871 |
| 26 | Preston H. Leslie         |       | Parti démocrate             | 1871-1875 |
| 27 | James B. McCreary         |       | Parti démocrate             | 1875-1879 |
| 28 | Luke P. Blackburn         |       | Parti démocrate             | 1879-1883 |
| 29 | J. Proctor Knott          |       | Parti démocrate             | 1883-1887 |
| 30 | Simon B. Buckner          |       | Parti démocrate             | 1887-1891 |
| 31 | John Young Bown           |       | Parti démocrate             | 1891-1895 |
| 32 | William O'Connell Bradley |       | Parti républicain           | 1895-1899 |
| 33 | William S. Taylor         |       | Parti républicain           | 1899-1900 |
| 34 | William Goebel            |       | Parti démocrate             | 1900-1900 |
| 35 | J. C. W. Beckham          |       | Parti démocrate             | 1900-1907 |
| 36 | Augustus E. Willson       |       | Parti républicain           | 1907-1911 |
| 37 | James B. McCreary         |       | Parti démocrate             | 1911-1915 |
| 38 | Augustus O. Stanley       |       | Parti démocrate             | 1915-1919 |
| 39 | James D. Black            |       | Parti démocrate             | 1919-1919 |
| 40 | Edwin P. Morrow           |       | Parti républicain           | 1919-1923 |
| 41 | William J. Fields         |       | Parti démocrate             | 1923-1927 |
| 42 | Flem D. Sampson           |       | Parti républicain           | 1927-1931 |
| 43 | Ruby Laffoon              |       | Parti démocrate             | 1931-1935 |
| 44 | Albert Chandler           |       | Parti démocrate             | 1935-1939 |
| 45 | Keen Johnson              |       | Parti démocrate             | 1939-1943 |
| 46 | Simeon S. Willis          |       | Parti républicain           | 1943-1947 |
| 47 | Earle C. Clements         |       | Parti démocrate             | 1947-1950 |
| 48 | Lawrence W. Wetherby      |       | Parti démocrate             | 1950-1955 |
| 49 | Albert Chandler           |       | Parti démocrate             | 1955-1959 |
| 50 | Bert Combs                |       | Parti démocrate             | 1959-1963 |
| 51 | Edward T. Breathitt       |       | Parti démocrate             | 1963-1967 |
| 52 | Louie B. Nunn             |       | Parti républicain           | 1967-1971 |
| 53 | Wendell H. Ford           |       | Parti démocrate             | 1971-1974 |
| 54 | Julian M. Carrol          |       | Parti démocrate             | 1974-1979 |
| 55 | John Y. Brown, Jr.        |       | Parti démocrate             | 1979-1983 |
| 56 | Martha Layne Collins      |       | Parti démocrate             | 1983-1987 |
| 57 | Wallace G. Wilkinson      |       | Parti démocrate             | 1987-1991 |
| 58 | Brereton C. Jones         |       | Parti démocrate             | 1991-1995 |
| 59 | Paul E. Patton            |       | Parti démocrate             | 1995-2003 |
| 60 | Ernie Fletcher            |       | Parti républicain           | 2003-2007 |
| 61 | Steve Beshear             |       | Parti démocrate             | 2007-2015 |
| 62 | Matt Bevin                |       | Parti républicain           | 2015-2019 |
| 63 | Andy Beshear              |       | Parti démocrate             | 2019      |